# Heading for Tomorrow
Heading for Tomorrow — дебютный студийный альбом немецкой пауэр-метал-группы Gamma Ray, выпущенный 26 февраля 1990 года лейблом Noise Records. В 2002 году диск был переиздан с новой обложкой и стал частью Ultimate Collection. Этот переизданный альбом также вышел отдельно.

## Список композиций
1. «Welcome» (Хансен) — 0:57
2. «Lust for Life» (Хансен) — 5:19
3. «Heaven Can Wait» (Хансен) — 4:28
4. «Space Eater» (Хансен) — 4:34
5. «Money» (Хансен) — 3:38
6. «The Silence» (Хансен) — 6:24
7. «Hold Your Ground» (Хансен) — 4:49
8. «Free Time» (Шиперс) — 4:56
9. «Heading for Tomorrow» (Хансен) — 14:31
10. «Look at Yourself» (Кен Хенсли) — 4:45 (Uriah Heep кавер)

Японские бонусные композиции
1. «Mr. Outlaw» (Шиперс) — 4:09

Бонусные композиции 2002
1. «Mr. Outlaw» (Шиперс) — 4:09
2. «Lonesome Stranger» (Хансен) — 4:58
3. «Sail On» (Хансен) — 4:24

- «Look At Yourself» присутствовала только на CD версии альбома
- Три бонус-трека 2002 года можно услышать на сингле «Heaven Can Wait».

## Участники записи
- Лидер-вокал: Ральф Шиперс
- Гитара, вокал: Кай Хансен
- Бас: Уве Вессель
- Ударные: Маттиас Бурхардт

Приглашённые музыканты:
- Бас: Дирк Шлехтер («Money»), дополнительный бас («Silence»)
- Лидер-гитара, бэк-вокал: Томми Ньютон («Freetime»)
- Ударные: Таммо Волльмерс («Heaven Can Wait»)
- фортепьяно, клавишные: Миша Герлах
- Бэк-вокал, дополнительные клавишные: Пит Силк
- бэк-вокал: Petr Chrastina («Silence»)
- бэк-вокал: Joal
- бэк-вокал: Fernando Garcia